# 오장육부

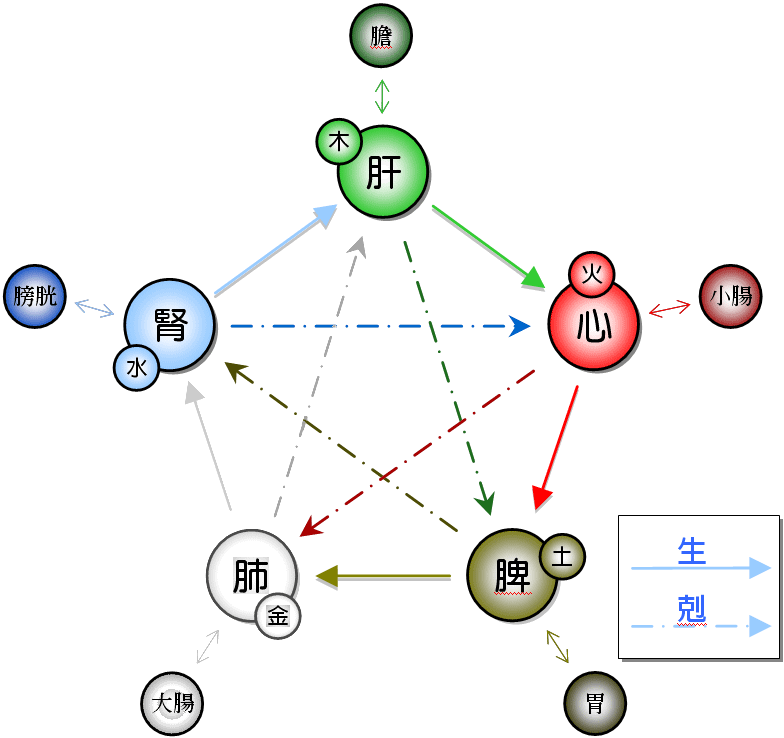
음양오행사상과 오장육부

오장육부(五臟六腑)란 한의학에서 인간의 내장 전체를 통틀어 표현할 때 사용되는 말이다.「오장」은 간장, 심장, 비장, 폐장, 신장을 가리킨다. 오장에 심포(心包)를 더해 '육장'이라고도 한다.「육부」는 대장, 소장, 위장, 담낭, 방광, 삼초를 가리킨다. 이중 해부학상 기관이 아닌 삼초를 제외하여 '오부'라고도 한다. 음양 오행 사상에 의한 해석에서는, 육부도 오장과 함께 오행에 배당되어 각각의 역할 등에 대해서 설명된다. 오장육부에 대해 쓰여진 최초의 문헌은 중국 최고(最古)의 의학서로 여겨지는 《황제내경》(黃帝內經)이라고 한다.

## 오장

### 간장
- 혈(血)을 저장하고 혼(魂)은 혈에 머문다.
- 판단력이나 계획성 등의 정신 활동을 지배한다.
- 기혈을 부드럽게 하는 작용을 맡는다.
- 외사를 막는다.

### 심장
- 맥(脈)을 저장하고 신(神)은 맥에 머문다.
- 오장육부를 통괄해 지각, 기억, 사고, 의식, 판단 등의 정신 활동을 지배한다.
- 오장육부의 조화를 유지한다.
- 혈맥을 관장한다.
- 맥을 개입시켜 피를 전신에 빠짐없이 운행시킨다.
- 신체 각 기관의 활동을 지지한다.

### 비장
- 영(營)을 저장하고 의(意)는 영에 머문다.
- 소화, 흡수를 실시한다.
- 피가 맥을 통해 온몸으로 순조롭게 순환하도록 조절하고 통섭하는 통혈(統血) 기능을 한다.
- 기육을 맡는다.

### 폐장
- 기(氣)를 저장하고 백(魄)은 기에 머문다.
- 호흡 기능을 맡는다.
- 종기를 생성해 기의 승강, 출입을 조절한다.
- 호흡에 의한 청탁을 조절한다.
- 땀샘을 조절한다.

### 신장
- 정(精)을 저장하고 지(志)는 정에 머문다.
- 성장, 발육, 생식, 노화 등에 관계된다.
- 수분 대사를 지배한다.

## 육부

### 담낭
- 결단이나 용기를 관장한다.
- 담즙을 보관한다. 생산은 간이 담당한다.

### 소장
- 영양분을 소화, 흡수한다.
- 청탁(淸濁)을 분별한다. 위로부터 보내져 온 조박(糟粕, 음식물의 영양분이 흡수되고 남은 찌꺼기)을 받아 내용물을 한층 더 소화해 맑은 것과 탁해진 것으로 나누어 맑은 것은 비장을 통해 전신에 보내고, 탁해진 것은 수분과 고형분으로 나누어 수분은 방광에, 고형물은 대장에 보낸다.

### 위
- 비장과 함께 소화 흡수를 실시한다.
- 탁한 것을 내려보내는 통강(通降) 작용을 한다.
- 내용물을 소장・대장에 보내, 새로운 음식물을 수납한다.

### 대장
- 대변을 항문으로부터 배설한다.

### 방광
- 배뇨 작용을 실시한다.

### 삼초
- 전신의 기화 작용을 통괄한다.
- 수액 운행의 통로이다.
- 체온 조절 작용, 기혈진액의 조정 작용, 수사 작용 등을 실시한다.
- 실재하는 인체의 해부학상 기관이 아니다.

#### 상초
- 상초는 횡격막보다 상부의 기능을 가리킨다. 상초의 기능은 청기(양성의 위기)를 받아들여 피와 함께 전신에 둘러싸게 한다. 또 위기・진액을 전신의 피부에 둘러싸게 하여 피부에 윤택을 주고, 체온 조절을 실시한다. 심장, 폐와 관계 깊다.

#### 중초
- 중초는 횡격막으로부터 제까지의 기능을 가리킨다. 중초의 기능은 소화・흡수를 실시해, 거기로부터 생기는 정기를 경락에 개입시키고 전신에 둘러싸게 한다. 비, 위, 간, 담과 관계 깊다.

#### 하초
- 하초는 제로부터 하부의 기능을 가리킨다. 하초의 기능은 소화한 조박은 대변으로, 수분은 소변로 배출한다. 신장, 방광, 소장, 대장과 관계 깊다.

## 같이 보기
- 오장육부도설
- 기경팔맥